# Zinna (geslacht)
Zinna is een geslacht van vlinders van de familie spinneruilen (Erebidae).

## Soorten
- Z. prompta (Walker, 1869)